# مرتضی ممتازالملک
مرتضی ممتازالملک وزیر معارف و عدلیه در دوره قاجار بود.
او پسر سوم میرزا جبار ناظم المهام بود. در ۱۲۸۶ قمری (۱۲۴۸ خورشیدی) در تهران زاده شد. پدرش از مردم خوی بود که در آذربایجان در دستگاه عباس میرزا و میرزا ابوالقاسم قائم مقام خدمت می‌کرد و با امیرکبیر هم دوستی داشت.

## زندگی‌نامه
مرتضی خان پس از انجام تحصیلات اولیه به مدرسه دارالفنون رفت. آنگاه راه اروپا را در پیش گرفت و در پاریس درس خواند. پس از آن به تهران باز آمد و در اداره انطباعات و دارالترجمه دولتی مترجم زبان فرانسه شد. چندی بعد به خدمت وزارت امور خارجه درآمد و در ۱۳۲۴ هجری قمری وزیر مختار ایران در ایالات متحدهٔ آمریکا شد.
مرتضی خان چندی را در اروپا گذراند تا اینکه به تهران برگشت و در سال ۱۳۳۴ قمری وزارت معارف و اوقاف را در کابینه سپهسالار به عهده گرفت. همین وزارت را در کابینه وثوق الدوله نیز حفظ کرد. او در این سمت به بنیان موزه ملی همت گماشت که از جمله آثار ماندگار وی است. در سال ۱۳۰۰ خورشیدی که دولت شوروی بانک استقراضی (متعلق به روسیه) را به ایران واگذار کرد، دکتر مصدق وزیر مالیه وقت مسئولیت بانک را به او سپرد. در دولت مستوفی‌الممالک (۲۵بهمن ۱۳۰۱ تا ۲۱ خرداد ۱۳۰۲) وزیرعدلیه بود.
پس از رایج شدن نام خانوادگی در ایران، ممتازالملک نام خانوادگی مرتضائی را برگزید.